# Staudham (Markt Schwaben)
Staudham ist ein Gemeindeteil von Markt Schwaben im Landkreis Ebersberg in Bayern, Regierungsbezirk Oberbayern. Die Einöde liegt nördlich des Ortes Markt Schwaben und ist über die Staudhamer Straße zu erreichen. Östlich befindet sich das Umspannwerk Ottenhofen.

## Geschichte
Erstmals wurde der Staudhamer Hof 1538 in der Steuerliste des Swaber Landtgerichts erwähnt.
Der Maurergeselle Abraham Kaltner arbeitete am Bau des Schlosses Schwaben (1651–1659) mit. Er ließ sich hier nieder und heiratete Barbara Staudthamerin, die zu den reichsten Bauerntöchtern in der Gegend gehörte. Kaltner konnte mit den Bürgerrecht zum Maurermeister aufsteigen. Das Angebot des Rates, den Bau der Schwabener Pfarrkirche zu übernehmen, lehnte er aber ab. Seine Söhne Abraham und Sebastian wurden Baumeister in Burghausen, ebenso ihre Nachkommen.
Etwa 150 Jahre war der Hof im Besitz der Familie Niedermar. Nach 1864 folgten mehrere Verkäufe. 1893 wurde der Hof abgerissen und durch einen Neubau ersetzt. Nach dem Ersten Weltkrieg wurde der Hof nach seinen Besitzer Schlörhof genannt. Seit 1931 ist er im Besitz der Familie Lichti.